# Беспалая летучая мышь
Беспалая летучая мышь (лат. Furipterus horrens) — один из двух видов летучих мышей семейства дымчатые летучие мыши. Этимология родового названия: лат. Furia — «ярость», греч. Πτερόν — «крыло».

## Распространение и места обитания
Обитает в следующих государствах Центральной и Южной Америки: Бразилия, Колумбия, Коста-Рика, Эквадор, Французская Гвиана, Гайана, Панама, Перу, Суринам, Тринидад и Тобаго, Венесуэла. Этот летучая мышь обитает во влажных местах, предпочитая низменные тропические леса, также встречается в сухих лесах.

## Особенности строения
Длина 3,8-5,8 см, вес 3-5 граммов. Шерсть бархатистая, серая или серовато-бурая. Крылья относительно широкие и короткие, хвостовая перепонка необычно большая. Большой палец короткий, включён в перепонку полностью, что создаёт впечатление его отсутствия. Морда короткая, похожая на поросячью, вздёрнутая кверху. Уши очень короткие, скрыты в шерсти. На морде имеются небольшие бородавчатые выросты, возможно, несущие осязательную функцию.

## Образ жизни
Устраивается на дневной отдых невысоко от земли. Днюют группами до 60 особей в пещерах; в прочих укрытиях (лежащих на земле пустотелых брёвнах, глубоких трещинах между камнями и т. д.) встречаются маленькими группами, до 4 особей. Питается насекомыми, в основном чешуекрылыми.

## Угрозы и охрана
Вид широко распространён, но популяции редкие и локальные. Важнейшей мерой по сохранению вида является охрана пещер, где он встречается.